# Characoma albisecta
Characoma albisecta är en fjärilsart som beskrevs av Alfred Ernest Wileman och South 1921. Characoma albisecta ingår i släktet Characoma och familjen trågspinnare. Inga underarter finns listade i Catalogue of Life.